# Kingston (Tennessee)
Kingston település az Amerikai Egyesült Államok Tennessee államában, Roane megyében, melynek megyeszékhelye is. Lakosainak száma 5953 fő (2020. április 1.).

## Népesség
A település népességének változása:

| 2010 | 5 934 |
| 2020 | 5 953 |